# 布勒德雷內岩
66°17′S 56°6′E / 66.283°S 56.100°E
布勒德雷內岩，是南極洲的岩石，位於恩德比地，處於馬格尼特灣西北面的維勒灣入口處，挪威製圖師根據該國拍攝的空中照片繪入地圖，現時由南極條約體系管理。